# فضای سوم
نظریه زبانشناسی اجتماعی پسااستعماری در زمینه هویت و جامعه است که طریق زبان یا بیان پیگیری می‌شود. این تئوری را به هومی بابا نسبت داده‌اند. بابا آمیختگی یا به عبارتی تداخل فرهنگی حتی در اثر مهاجرت را برگرفته از فضای سومی می‌داند که در آن روابط و در نتیجه هویت، نه براساس فرضیات قدیمی مبتنی بر تقابلهای دوگانه، بلکه براساس تعامل فرهنگی میان استعمارگر و استعمارشده بنا شده‌است. نظریهٔ فضای سوم هر فرد، بازیگر یا زمینه‌ای را یک «جنس مختلط» و در عین حال منحصر به فرد در نظر گرفته و به این ترتیب توضیح می‌دهد. ادوارد دبلیو سجا مفهومی از این عبارت در علوم اجتماعی و از دید نظریه شهری ترسیم کرده‌است.
تئوری فضای سوم از سنت اجتماعی فرهنگی در روانشناسی آمده ست که لو ویگوتسکی برای نخستین بار آن را طرح می‌کند. روش‌های علمیِ فرهنگی-اجتماعی به «... نقش مهم فرهنگ در ذهن» [می‌پردازد] «یعنی نحوه توسعه ذهن با ترکیب مصنوعاتی که جامعه در انسان‌ها به اشتراک می‌گذارد و این‌ها نسل به نسل انباشته می‌شود». بابا ضمن بررسی شرایط پسااستعماری که در آن «... نیروهای نابرابر در جریان بازنمایی فرهنگی» در حال اثر گذاری هستند سعی می‌کند به‌طور مستقیم از دید فرهنگی اجتماعی استفاده نماید.

## استفاده در سایر زمینه‌ها
در تئوری هنرهای رسانه‌ای، هنرمند رسانه راندال پاکر اخیراً توانسته اندیشه فضای سوم را وارد کارهای خود کند و تلفیقی از فیزیک (فضای اول) و راه دور (فضای دوم) در یک مکان شبکه گون به دست بدهد که کاربران متعددی از راه دور می‌توانند به‌طور همزمان یا ناهمگام (فضای سوم) در آن سکونت کنند. برای نشان دادن مفهوم هیبریدی تار شدن تصویر واقعی و مجازی در فضای سوم می‌توان به یک حضور توزیع شده اندیشید که در آن شرکت کنندگان فضای سوم در فضاهای فیزیکی توزیع شده و گسترش یافته‌اند و در یک فضای اجتماعی الکترونیکی مشترک قرار گرفته‌اند. تئوری فضای سوم مفهوم واقعی و مجازی را گسترش می‌دهد و یک فضای ترکیبی را پیشنهاد می‌کند که شرکت کنندگان از راه دور می‌توانند ضمن شرکت در آن از دور با هم وارد روابط اجتماعی بشوند.
در گفتمان مخالفت فضای سوم دو تفسیر دارد:
- جایی که ستم کشان آزادی خود را در آن طراحی و محقق می‌کنند: گوشه میخانه و بازار که جای زمزمه‌ها است
- جایی که ستم کشان و ستمگران گرد هم می‌آیند، (شاید تنها لحظه‌ای) دور از ستم و هر یک با خصوصیات خود.[۷]

در مطالعات آموزشی مانیوتس فضای سوم ادبی را در یک کلاس درس به ترتیبی بررسی کرد که دانش آموزان برای تحکیم استدلال از مباحث ادبیات استفاده کردند و به این ترتیب سرمایه فرهنگی دانش آموزان با با محتوای برنامه درسی ادغام شد. اسکرت این مفهوم را با رویکرد چندسوادی (multiliteracies) بررسی کرده‌است.
قبل از مدرسه: نظریه فضای سوم برای بررسی فضایی استفاده شده‌است که در آن کودکان سواد می آموزندو یادمی‌گیرند شیوه‌های سواد خانه و مدرسه رادر هم بیامیزند تا خود مسیر آموزش خود را شکل بدهند
یکی دیگر از ساخت‌های معاصر در زمینه سه «فضا» این است که تصور کنیم فضای اول فضای خانه و خانواده است فضای دوم فضا مشارکت مدنی نظیر مدرسه، محل کار و دیگر اشکال مشارکت در فضای عمومی است. فضای سوم جایی است که فرد، گاهی اوقات حرفه‌ای رفتار می‌کند و گاهی اوقات اعمال متجاوزانه رفتار می‌کند و آن جا است که مردم خود «واقعی» شان را نشان می‌دهند.
فضاهای ورزشی و نیز کافه‌ها و کاباره‌ها (قانون سال ۲۰۰۰، ۴۶–۴۷) اغلب به عنوان فضای سوم معرفی می‌شوند. اخیراً عبارت فضای سوم در بازاریابی نام‌های تجاری به کار می‌رود و اشاره به جایی دارد که فضاهای داخلی و فضاهای نیروی کار در برابر فضای خرده فروشی تفریحی قرار می‌گیرد: مرکز خرید به عنوان فضای سوم (نگه کنید به مکان سوم (third place) پوسترل (۲۰۰۶) و همچنین دیویس (۲۰۰۸). بیل تامپسون (۲۰۰۷) مفهوم مخالفی از فضایی سوم دارد و می‌گوید فضای سوم عنوان یک فضای عمومی مدنی در محیط‌های ساخته شده‌است که تحت فشار مراکز خرید و شرکت‌های کسب و کار است که فضای عمومی را به شکل از بازار تبدیل کرده‌است.

## کارکرد توصیفی و پژوهشی
نظریه فضا سوم می‌تواند برخی از پیچیدگی‌های پدیده فقر، محرومیت اجتماعی و مشارکت اجتماعی را توضیح یدهد، و کمک می‌کند بفهمیم چه طرح‌هایی برای بهبود فقر و محرومیت مناسب است. پیوندهای اجتماعی (طبقه، قوم و خویش، محل سکونت نظیر محله، و غیره) می‌تواند به عنوان «تله فقر» عمل کند نظریه فضای سوم می‌گوید هر فردی ترکیبی از مجموعه منحصر به فردی از پیوندها (عوامل هویتی) است. شرایط و مکان‌های محرومیت اجتماعی و فرهنگی در شرایط نمادین و محل تبادل فرهنگی بازتاب پیدا می‌کنند. اندیشمندان حوزه سیاست معتقدند سرمایه اجتماعی و سرمایه فرهنگی، هیچ‌کدام به تنهایی یا حتی در کنار هم، برای غلبه بر محرومیت اجتماعی کافی نیست. نظریه فضای سوم نشان می‌دهد که سیاست‌های اصلاحی که مبتنی بر مدل «غیر» است نیز به احتمال زیاد بی‌فایده است.